# CSS Alabama
CSS Alabama byl pomocný křižník Konfederovaných států amerických. V Konfederačním námořnictvu se řadí k nejúspěšnějším přepadovým plavidlům vůbec, potopila přes 60 lodí nepřítele. Přesto nikdy nevplula do přístavu, ovládaného Konfederací.

## Konstrukce
Loď byla postavena v loděnici bratří Lairdových v Birkenheadu jako domnělá obchodní loď Enrica. Jednalo se o plavidlo s dřevěným trupem, třemi stěžni s oplachtěním barku, vybavené parním strojem s jedním komínem a jednou vrtulí, která mohla být v případě plavby pod plachtami vytažena z vody. Stavbu zde objednal důstojník Konfederace komandér James Dunwoody Bulloch, který se staral o výstavbu Konfederačního námořnictva v Evropě. Na svou první plavbu vyplula z řeky Mersey 29. července 1862, den předtím, než vstoupilo v platnost nařízení britské vlády o zabavení této lodi.

## Služba
Jelikož loď vyplula z Británie neozbrojena, její první cesta mířila na Azorské ostrovy, kde už na ni čekala připravena děla, munice i střelný prach ze zásobovacích lodí Agrippina a Bahama. Po vyzbrojení byla loď 24. srpna 1862 slavnostně zařazena svým kapitánem Raphaelem Semmesem do stavu Konfederačního námořnictva pod jménem CSS Alabama.
První výprava Alabamy směřovala k Newfoundlandu, odtud pak zamířila podél pobřeží na jih až do Karibského moře. Cesta trvala od září do prosince 1862 a lodi se podařilo potopit 27 unijních lodí. 11. ledna 1863 se střetla přibližně 32 km jižně od Galvestonu s unijním pomocným kolesovým dělovým člunem USS Hatteras, který v následné bitvě potopila. Poté pokračovala v plavbě na jih, dostala se až k pobřeží Brazílie. 20. června 1863 ve zdejších vodách zajala unijní obchodní bark Conrad, který následně vyzbrojila a zařadila do služby jako CSS Tuscaloosa. Alabama zamířila k pobřeží jižní Afriky, odkud měla v plánu zamířit do Indického oceánu a dále do Singapuru. Jelikož ale nutně potřebovala pravidelnou údržbu a očištění od nánosů mořských korýšů, musela se vrátit do Evropy.
Dne 11. června 1864 se dostala k přístavu Cherbourg, před kterým zakotvila. O tři dny později (14. června) zde dorazila vrtulová šalupa USS Kearsarge. Jelikož kvůli neutralitě Francie nemohla Alabama vplout do přístavu a zůstat tam déle jak den (pro opravy nedostačující), rozhodla se střetnout s Kearsarge v boji. Dne 19. června zvedla kotvy a vyrazila proti svému nepříteli. Palba byla zahájena před jedenáctou hodinou dopolední. O hodinu později se začala Alabama potápět, posádku a kapitána Semmese zachránila britská loď Deerhound.